# Circaetus fasciolatus
La culebrera barreada o águila culebrera barreada (Circaetus fasciolatus) es una especie de ave rapaz de la familia Accipitridae. Habita en bosques húmedos de tierras bajas de Kenia, Mozambique, Somalia, Sudáfrica, Tanzania y Zimbabue. Está amenazada por la pérdida de hábitat.